# Château de La Ferté-Imbault
 (juin 2022).
Si vous disposez d'ouvrages ou d'articles de référence ou si vous connaissez des sites web de qualité traitant du thème abordé ici, merci de compléter l'article en donnant les références utiles à sa vérifiabilité et en les liant à la section « Notes et références ».

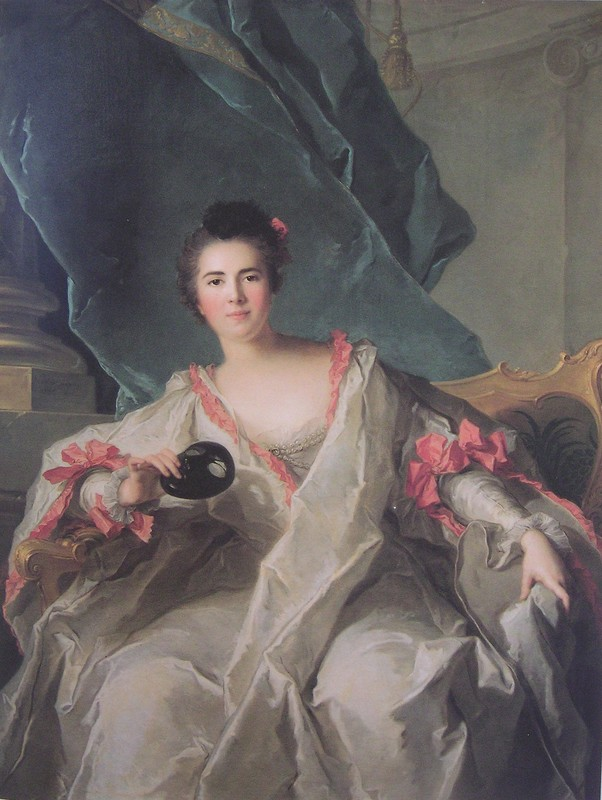
La marquise Marie-Thérèse de La Ferté-Imbault par Nattier (1740).

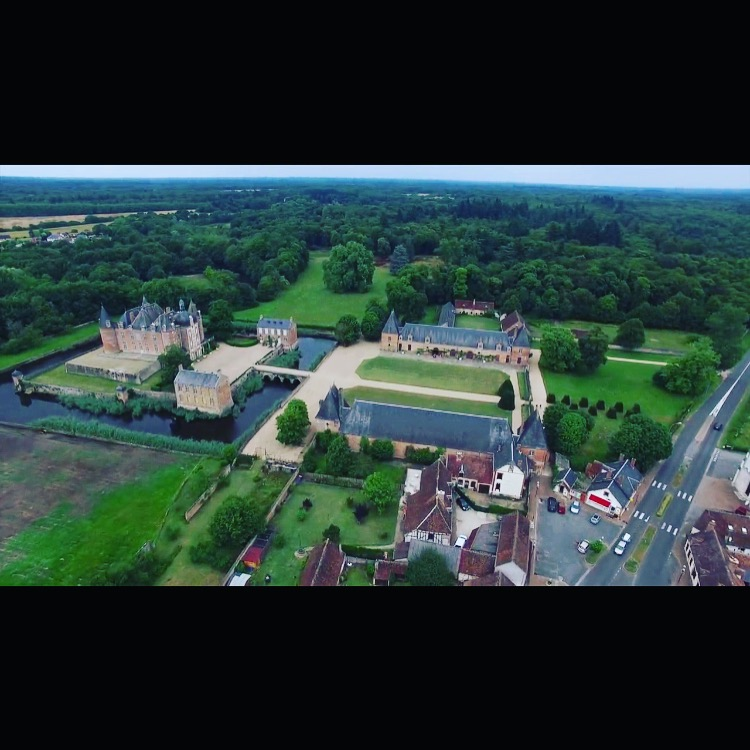
Le château, les pavillons, les communs et la ferme.

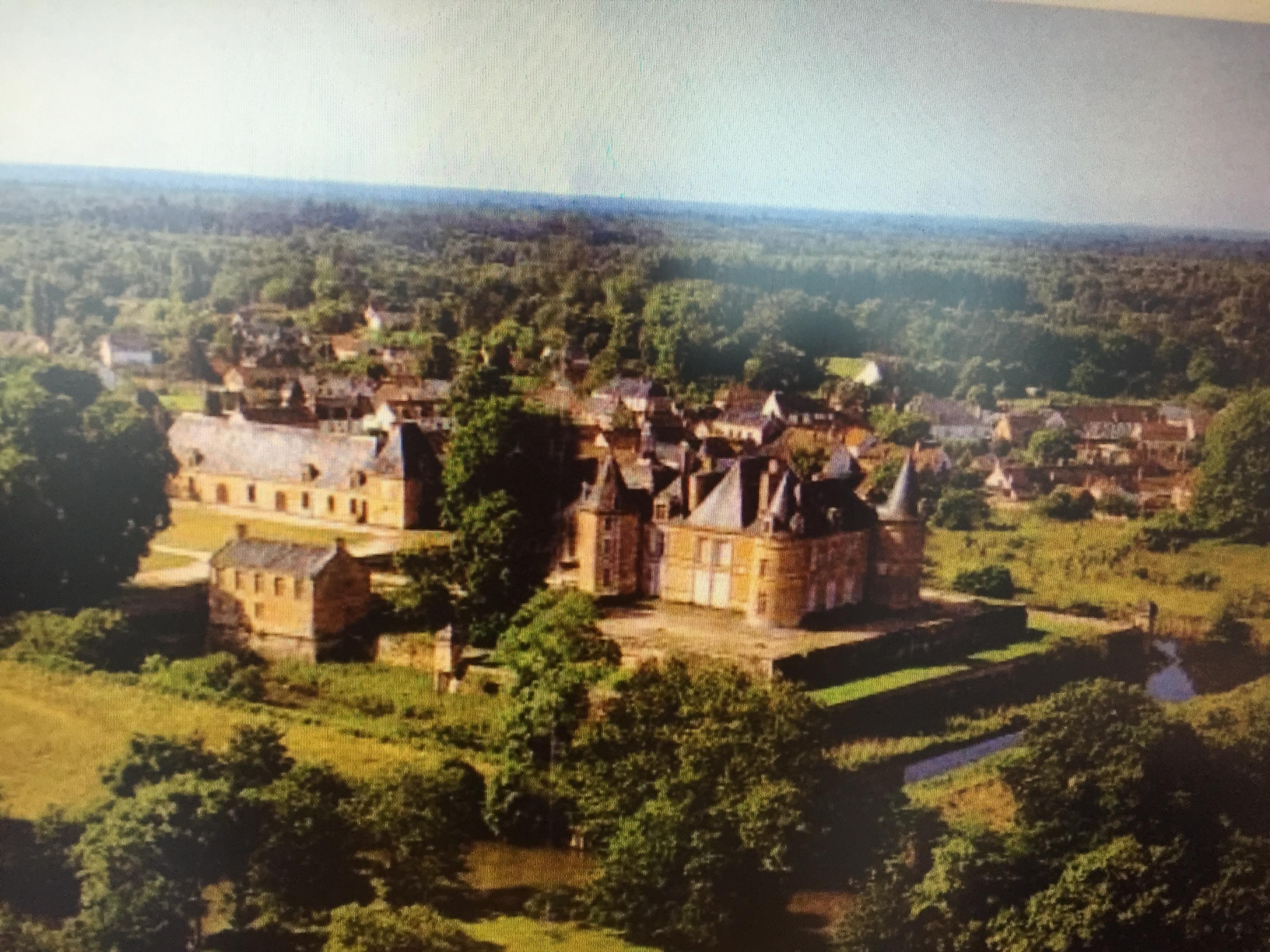
Le domaine vu depuis la partie orientale, avec les façades Renaissance du château.

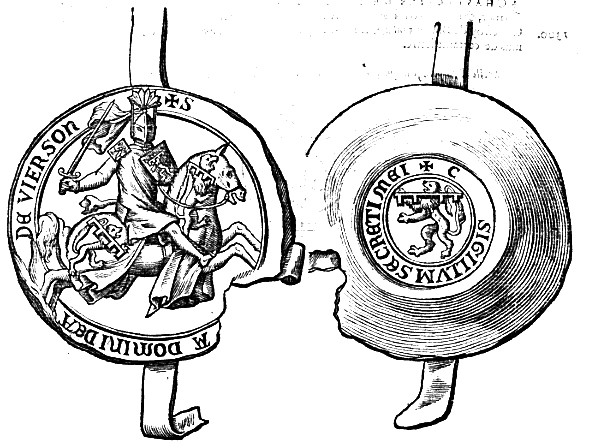
Sceau de Geoffroy de Brabant, seigneur de Vierzon.

Le château de La Ferté-Imbault (Loir-et-Cher), ancienne forteresse du Moyen Âge reconstruite à la Renaissance, est le plus grand château en briques de Sologne, et l'un des plus anciens.
Il fut le siège de l'illustre famille d'Estampes pendant quatre siècles.
La seigneurie de La Ferté-Imbault était la plus importante du sud de la Sologne, et dont le ressort comprenait les paroisses de Salbris, Saint-Genou (devenue Selles-Saint-Denis), Marcilly, Loreux et Souesmes. Il s'agissait d'une terre considérable composée de plus de cent fermes couvrant des dizaines de milliers d'hectares, et qui s'étendait de Loreux à Souesmes et de Saint-Viâtre jusqu'aux limites de Theillay.
Le château est une importante « construction rectangulaire, percée de grandes et belles fenêtres et flanquée de quatre tours [...] ; des massifs et des allées d'arbres séculaires donnent un air de grandeur et de poésie qui frappe, tout à la fois, le cœur et l'imagination » (François Coillard). « Sa position est tout à fait riante et agréable, dans un endroit où la Sauldre se divise en plusieurs canaux... Les tourelles rouges du château s'élèvent au milieu de ces eaux et de cette verdure, et couronnent merveilleusement le riche tableau qu'on a sous les yeux » (Louis de La Saussaye).

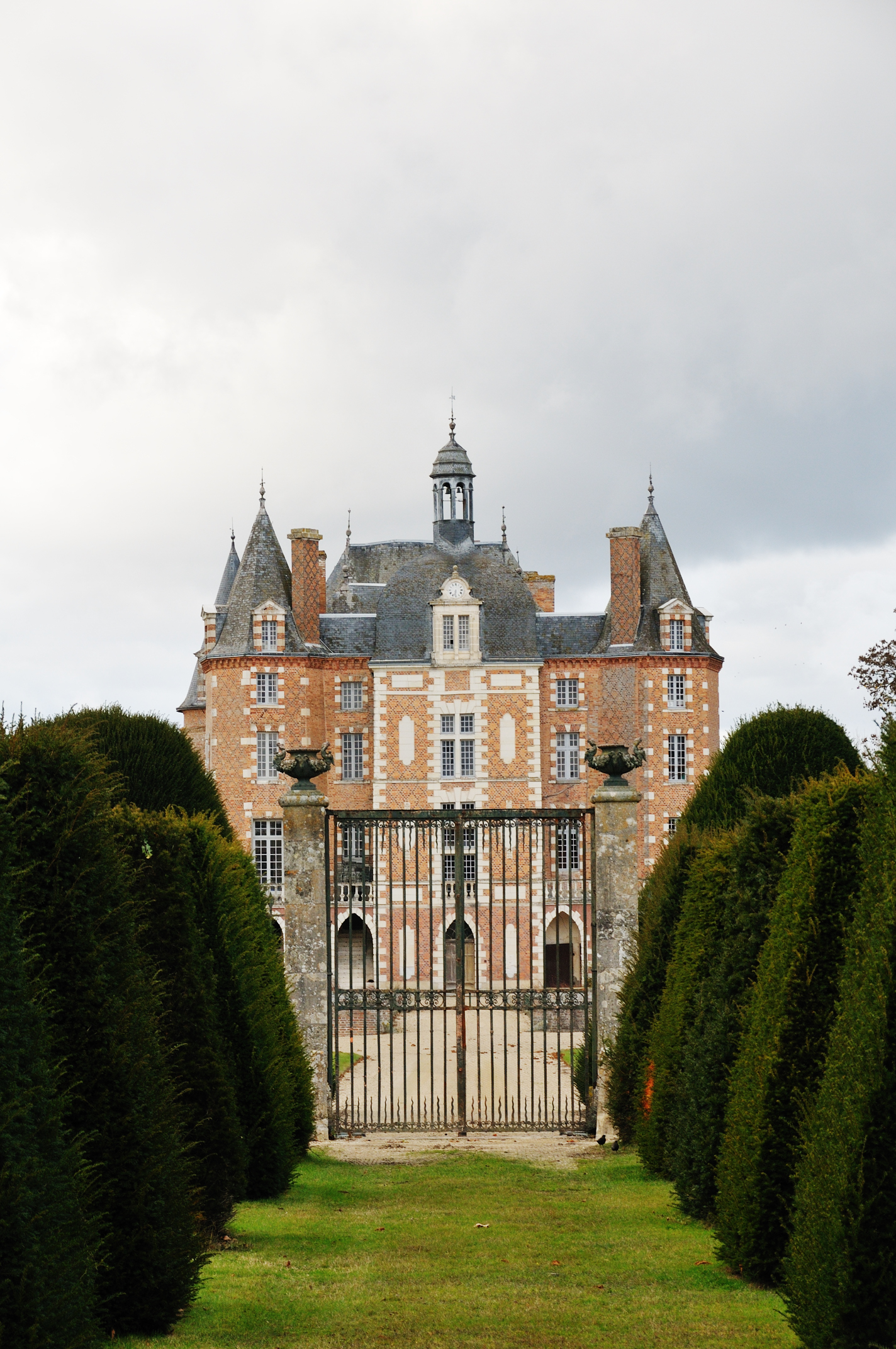
Façade principale.

## Histoire

### Moyen Âge
Une première forteresse a été construite vers 980 par Humbold (ou Humbault, Imbault) Le Tortu, seigneur de Vierzon, donné par la tradition comme gendre de Thibault, comte de Blois. La proximité de la Sauldre alimente les douves. Les bases des deux tours principales subsistent à ce jour ainsi que l'ancienne salle d'armes. Hervé 1er, seigneur de Vierzon et descendant d'Humbold fait édifier à son retour de croisade, une collégiale en l'honneur de saint Taurin[Lequel ?]. Cette présence ecclésiastique et la nécessité d'approvisionner la forteresse favorisent l'émergence du village de la Ferté-Imbault qui se construit autour.
En 1280 Jeanne de Vierzon, héritière des terres de La Ferté-Imbault, épouse Geoffroy de Brabant, seigneur d'Aerschot, fils du duc Henri III de Brabant et d'Adélaïde de Bourgogne. Geoffroy de Brabant était le beau-frère du roi de France, Philippe III le Hardi, étant le frère de la reine Marie de Brabant. Le compositeur Richard Wagner retrace la légende de Geoffroy de Brabant dans l'opéra LohengrinInterprétation abusive ?. La fille de Geoffroy de Brabant, Alix de Brabant, épouse Jean III d'Harcourt en 1302. Son mariage avec Alix de Brabant, riche héritière qui lui apporte la seigneurie de La Ferté-Imbault, fait donc de Jean d'Harcourt un proche parent des ducs de Brabant et des rois de France, puisque Alix est la nièce de la reine de France, Marie de Brabant.
Le fils de Jean III d'Harcourt et d'Alix de Brabant, Jean IV, premier comte d'Harcourt, épouse Isabeau, fille de Jean Ier de Parthenay, dame de Vibraye, Montfort et Bonnétable. Leurs fils cadet Guillaume d'Harcourt est seigneur de La Ferté-Imbault. De son mariage avec Blanche de Bray, dame de Cernon (famille normande du Cotentin), fille du Chevalier Guillaume de Bray, il eut une fille, Jeanne d'Harcourt, dame de La Ferté-Imbault, qui épouse Hugues de Montmorency, sire de Beaussault et de Breteuil (branche cadette des Montmorency issue d'Erard, fils cadet de Mathieu III). Leurs fils, Louis et Antoine, décèdent à la bataille d'Azincourt en 1415 pour le premier et à celle de Verneuil en 1424 pour le second. Leur sœur, Catherine de Montmorency, hérite des terres de La Ferté-Imbault après la mort de ses deux frères.
Lors de la guerre de Cent Ans, le château fort, ainsi que le village, est pris et détruit. Après avoir appartenu sans discontinuer pendant plusieurs siècles à la dynastie de Humbold Le Tortu, seigneur de Vierzon, par l'alliance des familles de Brabant, d'Harcourt et de Montmorency, le domaine est finalement cédé par Catherine de Montmorency à Robert II d'Estampes, seigneur de Valençay, en 1424.

### Temps modernes
Le château est reconstruit à la Renaissance.
Partiellement détruit par un incendie lors des guerres de religion en 1562, le château est reconstruit et agrandi (par l'addition de deux ailes et de grands communs) au début du XVIIe siècle par le maréchal Jacques d'Estampes, marquis de Mauny, qui est le plus riche propriétaire de la région, et le petit-fils de Guillaume de Hautemer, duc de Grancey, pair de France, plus connu sous le nom de Maréchal de Fervaques (Stendhal utilisera ce nom pour l'un des personnages du Rouge et le Noir, la Maréchale de Fervaques).
Jacques d'Estampes, chef de nom et d'armes de la Maison d'Estampes, sera également le premier marquis de La Ferté-Imbault. Son fils aîné est seigneur de Salbris. Né sous le règne d'Henri IV, qui honorera son grand-père de son amitié, le marquis de La Ferté-Imbault s'éteindra sous le règne de Louis XIV, après avoir combattu aux côtés de Louis XIII (dont le buste orne toujours l'ancien pavillon du corps de garde du château). Il fut notamment ambassadeur en Angleterre (1641-1643), lieutenant-général de l'Orléanais, du Vendômois et du Dunois (1645), et maréchal de France (1651). Louis XIV le fait chevalier de l'ordre du Saint-Esprit (1661)[réf. souhaitée]. Et c'est en qualité de lieutenant de la compagnie des Gendarmes du duc d'Orléans (en 1620) qu'il fait construire des immenses communs au château de La Ferté-Imbault pour accueillir sa compagnie. Son épouse, Catherine-Blanche de Choiseul (dont les parrains sont le Grand Sully et le prince de Rohan, et dont le père est le maréchal Charles de Choiseul, marquis de Praslin, conseiller de Marie de Médicis, l'un des hommes les plus remarquables de la fin du XVIe siècle), sera première dame d'honneur de la duchesse d'Orléans. Les cœurs du Maréchal et de son épouse reposent toujours à La Ferté-Imbault, dans la chapelle Saint-Taurin, sous une épitaphe[réf. souhaitée]. Le portrait en pied du maréchal d'Estampes de La Ferté-Imbault fut réalisé, en 1835, par Jean-Léonard Lugardon sur commande du roi Louis-Philippe. Il se trouve dans la sixième salle des Maréchaux, au musée historique du château de Versailles.
Au XVIIIe siècle, le Régent qui gouverne la France depuis la mort de Louis XIV, débaptise le régiment de Chartres-Infanterie pour lui donner le nom de régiment de La Ferté-Imbault[réf. souhaitée].
La dernière marquise de La Ferté-Imbault fut Marie-Thérèse Geoffrin d'Estampes (1715-1791), femme en 1733 du jeune Philippe-Charles d'Estampes de La Ferté (1712-1737), et fille de l'illustre Madame Geoffrin dont le salon littéraire de la rue Saint-Honoré rayonnait dans toute l'Europe et jusqu'en Russie où l'Impératrice Catherine II lui écrivait en amie. La marquise, dont le tableau par Nattier est exposé à Tokyo au Fuji Art Museum, appréciera au château "la fraîcheur des grands marronniers qui étendent leurs ombrages à l’extrémité des communs". Sa présence est toutefois mandée à Versailles, où sur les recommandations de la gouvernante des enfants de France, la comtesse de Marsan, Louis XV lui demande d'enseigner la philosophie à ses petites-filles, les princesses Elisabeth et Clotilde de France (sœurs du duc de Berry, futur Louis XVI). Elle fournit également à Madame de Marsan des textes pour les petites comédies jouées par les princesses auxquelles le dauphin et la dauphine (Marie-Antoinette) assistent. Madame de La Ferté-Imbault sera invitée au sacre de Louis XVI à Reims le 11 juin 1775. Intelligente, femme de lettres ayant régulièrement fréquenté dans le salon de sa mère la plupart des grands esprits des Lumières (Diderot, Voltaire, Fontenelle, Montesquieu qui fut son précepteur, d'Alembert...), et ne s'étant jamais remariée malgré son jeune veuvage (et plusieurs demandes en mariage dont celle de Stanislas Leszczynski, roi de Pologne et père de la reine de France Marie Leszczynska, qui l'appelle "son Imbault"), la marquise de La Ferté-Imbault est reconnue pour sa culture et ses qualités morales. Reine du "Sublime Ordre des Lanturelus", confrérie de beaux esprits, elle sait résister aux intrigues de la Cour, et s'attacher l'amitié de la famille royale (dont Madame Elisabeth qui lui écrit " Il faut aimer, disait une princesse. Je vais plus loin, car je vous aime, Imbault, et je défie et critique et rivaux, de trouver rien à dire à ma tendresse", et Louis-Joseph de Bourbon, prince de Condé, qui l'entraîne à Chantilly et cherchera toujours auprès d'elle des conseils, des secours et des consolations), de courtisans et de favorites comme la marquise de Pompadour qui fut son amie.
Cependant, en 1748, madame de La Ferté (Marie-Thérèse Geoffrin) avait cédé le domaine, avec Salbris, à sa belle-sœur Sophie d’Estampes (née en novembre 1729-† en août 1763 ; sœur de Philippe-Charles) pour qu’elle puisse épouser Alexis-Bernard Le Conte de Nonant marquis de Piercourt (1711-1783), président au Parlement de Normandie : Parents d'Adélaïde-Marie-Thérèse Leconte de Nonant (1763-† guillotinée le 26 juillet 1794), femme de François-Bernard-Raymond de Narbonne-Pelet (1761-1788 ; Postérité, dont les d'Albert, ducs de Luynes et de Chevreuse) ; puis en juillet 1778, le marquis de Piercourt achète Nouan-le-Fuzelier et Burtin à Louis-Philippe-Thibault de La Carte de Sennecterre de La Ferté, et rachète le 14 juillet 1780 La Ferté-Imbault et Salbris à sa propre fille Adélaïde pour 328 000 livres (de manière contestable : Adélaïde n'avait que 17 ans, quel libre arbitre pouvait-elle avoir face à son père et tuteur ? ; en fait Piercourt, sous l'influence de la marâtre d'Adélaïde, sa 2e femme Cécile-Jeanne Blanchebarbe de Grandbourg épousée en octobre 1766 et † en décembre 1790, voulait transmettre le domaine à leur fils Abel-Alexis Leconte).

### Époque contemporaine
Mais la Révolution entraînera la chute de la maison d'Estampes et la perte d'influence du château de La Ferté-Imbault. Le village qui l'entoure est alors rattaché à la commune voisine de Selles-Saint-Denis et n'est plus chef de son administration. Les deux ailes du château seront détruites. Le nouveau marquis de Pierrecourt, Abel-Alexis-François Le Conte de Nonant (1769-1828 ; demi-frère d'Adélaïde Leconte car issu des deuxièmes noces d'Alexis-Bernard Leconte avec Cécile Blanchebarbe ; marié dès 1785 avec Catherine-Antoinette-Marie-Joséphine de Rothe, dont postérité ; sa sœur germaine Cécile-Rose Leconte, née en 1767, épouse leur cousin Joseph-Antoine Le Conte de Nonant de Raray qui se suicidera d'un coup de fusil dans le parc du château le 27 novembre 1793), propriétaire du château et ci-devant seigneur en succession de leur père, est emprisonné en 1794 pendant la Terreur, ses terres étant alors placés sous séquestre national ; mais il est vite libéré et rentre dans ses biens. Il vend le domaine en avril 1807 au colonel-comte de Belmont (1770-1814). La veuve de ce dernier, Clémentine de Choiseul-Gouffier, le vend en 1819 à la comtesse de Grandeffe, Marie-Louise de Poix (1771-1851), contre 356 000 francs, puis cette dernière le cède à William Lee (1775-1853) pour 510 000 francs dès 1824.  

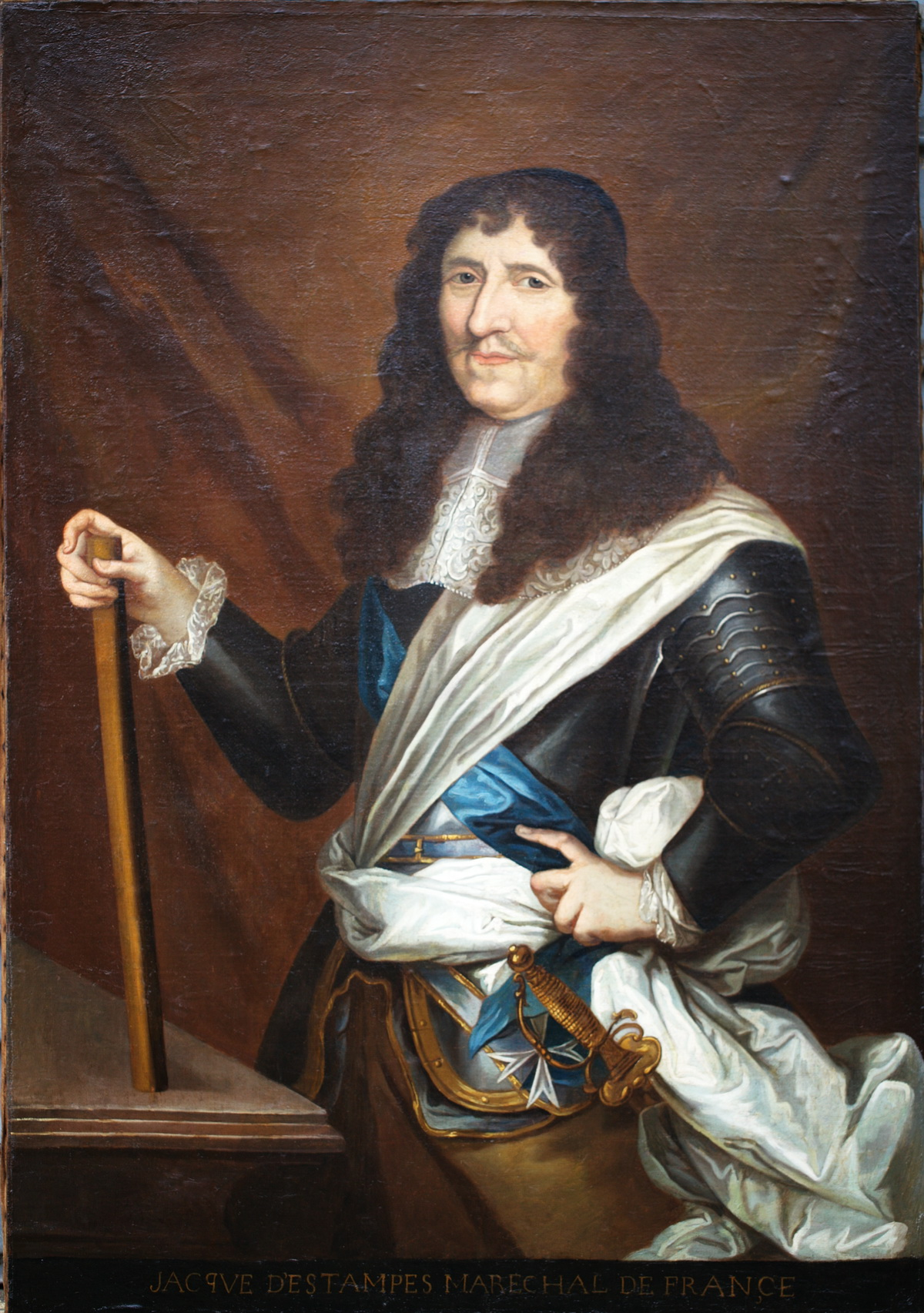
Le maréchal d'Estampes.

En mai 1824, une riche famille anglaise, les Lee-Kirby originaires de Leeds et de Whitby, acquiert la terre de La Ferté-Imbault et s'installe au château (Elizabeth Lee, la sœur de William Lee, étant la mère d'Edward Howarth et de Mary-Ann Howarth († 1868), l'épouse du révérend anglican Robert Kirby). Elle modernise l'agriculture locale en adoptant les innovations culturales anglaises (plantes fourragères et cultures améliorantes, tels le trèfle et la luzerne) dans ses nombreuses fermes étendues sur 5 000 hectares. La présence de cette famille étrangère reste néanmoins mal appréciée dans le village. Par exemple, lors de la Révolution de 1830, la population de La Ferté-Imbault, armée de fourches et de piques, envahit le château et cherche à lyncher le propriétaire mis en fuite. La pratique protestante de la famille, assortie d'un fort prosélytisme, entraîne de graves oppositions à la communauté villageoise tout au long du XIXe siècle, comme en 1868 lors de la construction de la nouvelle église paroissiale Saint-Taurin, édifiée face à l'entrée du château. À la mort de William Lee en 1853, ses neveu et nièce héritent de la terre de La Ferté-Imbault et le domaine est alors divisé en deux parties dont la Sauldre forme la limite. Marie-Ann Kirby († le 27 août 1868) reçoit le château et une partie des fermes sur 3 500 hectares, tandis qu'Edward Howarth, son frère, reçoit d'autres fermes et le domaine de la Place sur la rive droite de la rivière (sur lequel sera construit entre 1880 et 1883 un nouveau château), pour une surface totale de 1 500 hectares.
Le village retrouve son indépendance administrative en 1860 mais doit faire face à des problèmes financiers. L'ancienne collégiale proche du château est détruite.
Le château, dont la terre s'est sensiblement réduite après 1872 (à un peu plus de 1 100 hectares ; ou 1 800 ha encore en 1900 ?), sera racheté par le comte Fresson (Charles-Auguste Fresson (1822-1901), maire de La Ferté-Imbault de 1878 à 1888) le 15 mars 1873. Sa nièce par alliance, Marie Say (1857-1943 ; fille de Jeanne-Marie-Émilie Wey, elle-même sœur de Caroline-Thérèse-Mathilde Wey qui épousa Auguste Fresson en 1850), l'une des plus riches héritières de France et propriétaire du château de Chaumont-sur-Loire, épouse le prince Henri-Amédée de Broglie, puis le prince Louis-Ferdinand d'Orléans-Bourbon, Infant d'Espagne. De nombreux voyages seront entrepris entre ces deux châteaux unis par des liens familiaux[réf. souhaitée]. Le parc d'environ 50 hectares sera clôturé à cette époque par un mur de briques et agrémenté d'éléments d'ornements.
Le château de La Ferté-Imbault est vendu le 28 février 1900 par la comtesse Fresson, devenue la tutrice de son mari, au docteur Georges Bouilly, chirurgien des hôpitaux de Paris, auquel succède sa veuve, Alice Convert († 1932 ; remariée au capitaine Ernest-Camille Bouglé) ; il devient par héritage la propriété d'Henry-René Bertrand, fils d'Alice Convert et de son 1er mari. Le château sera investi par la Kommandantur à compter du 17 juin 1940 et vivra quatre années d'occupation allemande. L'édifice subit d'importants dommages lors d'un bombardement le 8 mai 1944. Des restaurations seront entreprises. En août 1960, un spectacle son et lumière retraçant son histoire millénaire est organisé au château avec les voix de Madeleine Sologne et André Le Gall. Il a depuis été revendu en 1997 à Alain Jouan, architecte, puis en septembre 2017 à Olivier Ojzerowicz et Geoffroy Medinger, manageurs de grandes entreprises.

## Architecture
Le château actuel est celui restauré par le maréchal d'Estampes pendant le premier quart du XVIIe siècle et achevé en 1627. C'est une haute construction en briques érigée sur une ancienne motte nivelée en une succession de deux terrasses au-dessus des douves.
L'édifice est cantonné en arrière (côté nord) par les deux tours cylindriques du XVIe siècle qui ont résisté à l'incendie de 1562, et en avant (côté sud) par deux tours polygonales dont le soubassement remonte à la construction du château médiéval. La façade que délimitent ces dernières tours est dominée par un imposant avant-corps couvert d'un dôme pyramidal et couronné d'un lanternon. La pierre y apparaît en tableaux et en claveaux alternés autour des fenêtres.Trois toitures d'ardoise sont construites parallèlement à cette façade.
Plusieurs grandes fenêtres de la façade orientale conservent un décor exceptionnel de la première Renaissance fait de grotesques et de médaillons histories représentant des empereurs romains et le roi François Ier. Cette façade remarquable présente également une quadrillage polychrome et témoigne que la pierre n'était guère employée que pour jouer un rôle décoratif. Au corps de logis, sont ajoutées deux ailes d'habitation disparues pour l'une à la fin du XVIIIe siècle et pour l'autre au début du XIXe siècle, à la suite d'un incendie.
Deux pavillons sont construits à l'extrémité des douves : le premier pour le corps de garde et le second pour les cuisines disposant d'un puits qui existe toujours, et dont le rez-de-chaussée est voûté par une suite de puissants arcs diaphragmes en brique. Les douves  qui entourent de tous côtés ce quadrilatère sont maçonnées avec un pont qui les enjambe. Quatre échauguettes (dont deux subsistent) coiffées de dômes sont aménagées, percées d'ouverture pour permettre les tirs, qui se dressent aux angles du chemin de ronde qui surplombe les douves. Les toits des pavillons reprenaient la forme adoptée par l'avant-corps de logis et celle des échaugettes.

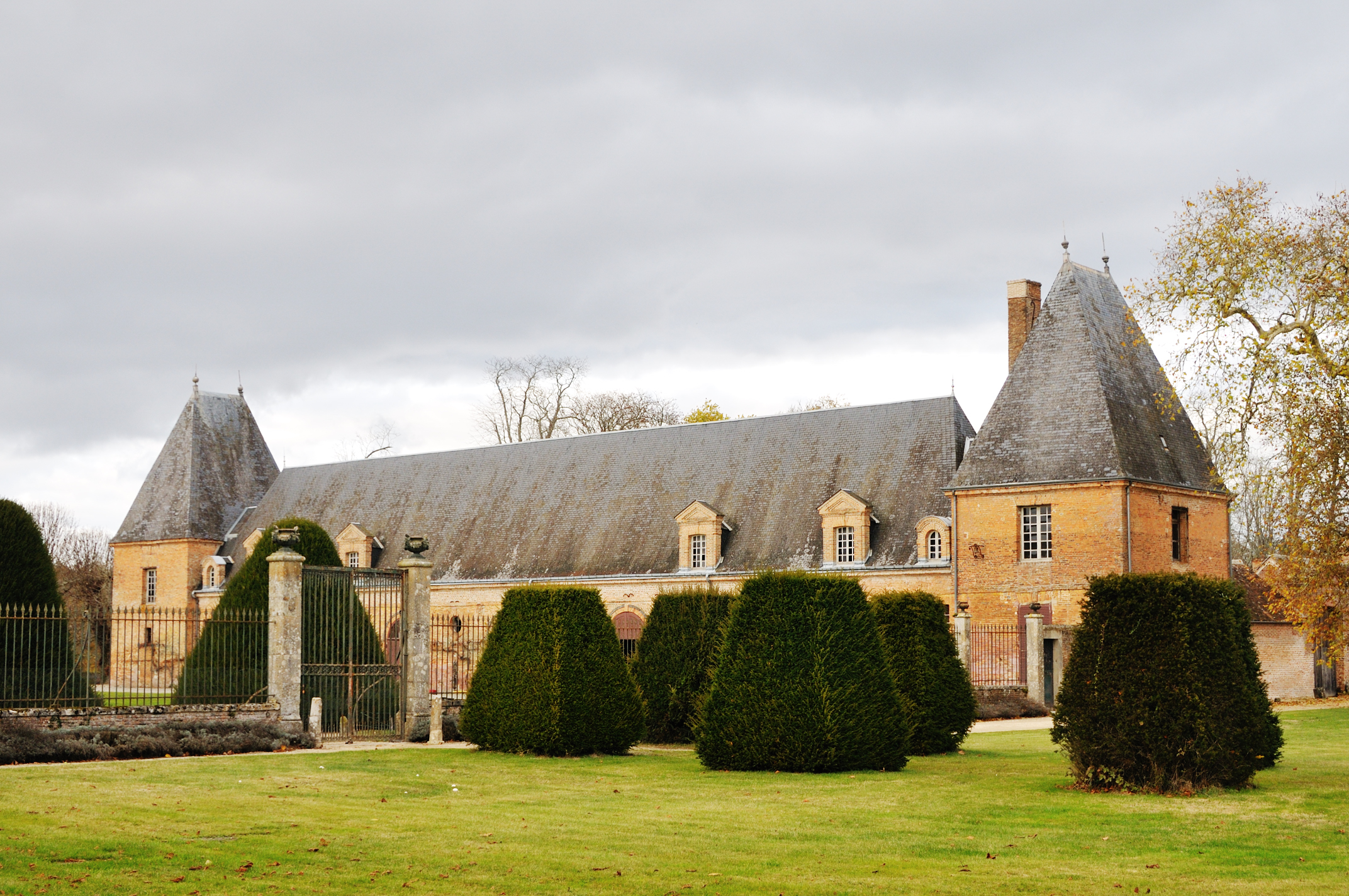
Les communs de l'avant-cour encadrés de pavillons à hauts combles.

Le pont donnent accès à deux grands corps de communs, particulièrement remarquables, qui encadrent l'avant-cour du château : ils servaient d’écuries et de cantonnement pour la compagnie de Gendarmes du Duc d'Orléans que le maréchal d'Estampes dirigeait ("l'installation des chevau-légers qu'il entretient dans ses superbes communs est rassurante pour tous"). Ces longs corps de dépendances sont encadrés par de grands pavillons couverts de hauts combles.
La ferme comprenant des logements, granges et chenil est reconstruite un peu plus à l’écart dans la basse-cour.
L'ensemble, en briques rouges, est typique du classicisme qui se développe à la fin de la Renaissance et sous le règne de Louis XIII.
Vers le milieu du XIXe siècle, lorsque le château sera la propriété de la famille anglaise Lee-Kirby, de grandes arcades de style néogothique seront placées devant la base médiévale de la façade principale, et les toits à l'impériale des pavillons détruits par un incendie en 1830 seront reconstruits sous la forme de toitures à deux pentes d'inspiration anglaise.

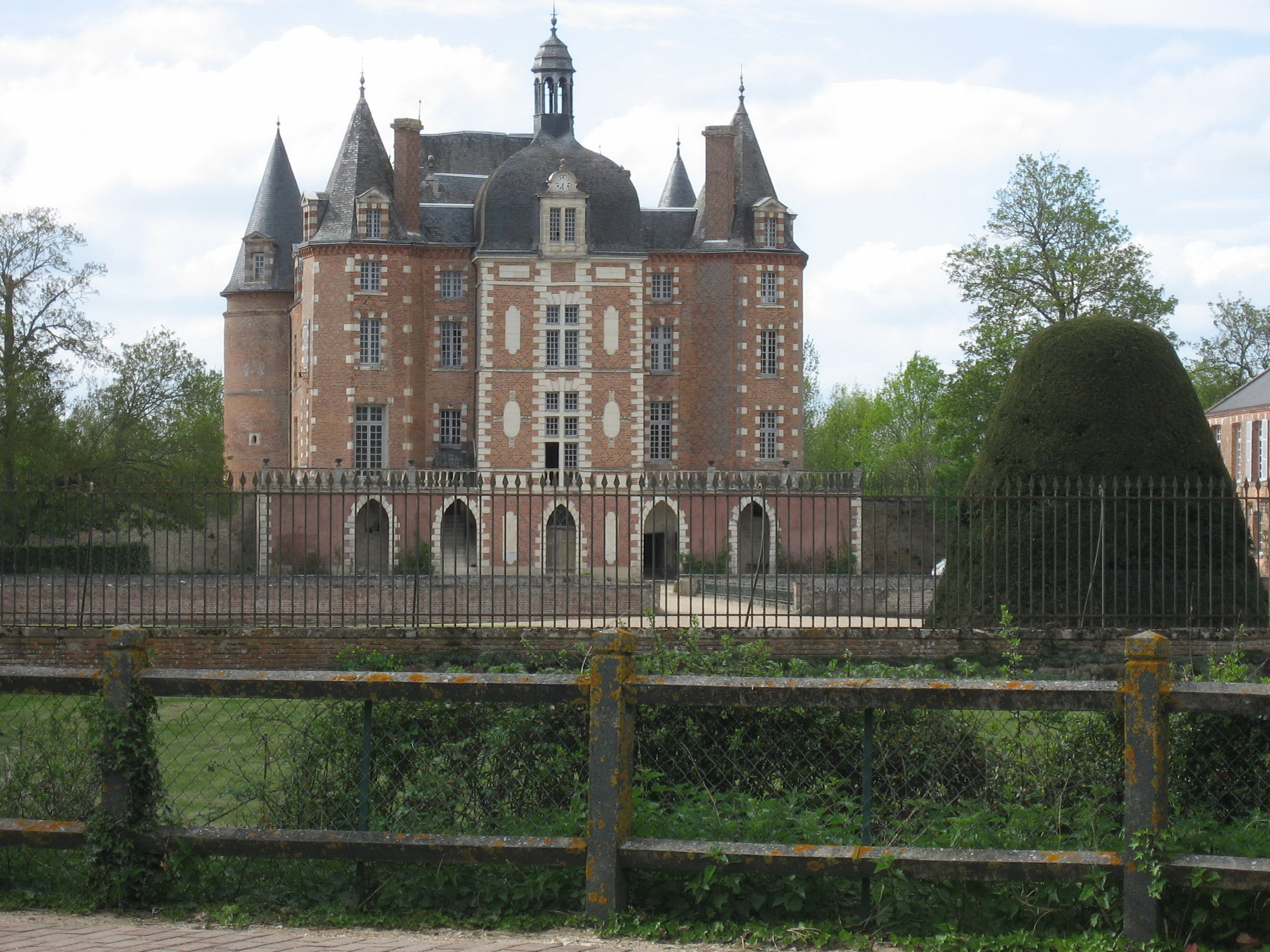
Le château.

Le domaine qui s'étend désormais sur une cinquantaine d'hectares est clôturé par un mur d'enceinte en briques et ceinturé par la Sauldre. Le maréchal d'Estampes avait fait dessiner des jardins à la française (transformés au XIXe siècle selon la mode anglaise), édifier une orangerie, et creuser un vaste canal de 600 mètres, alimenté par la rivière, qui a survécu. Un potager, une glacière, des béliers hydrauliques, des prairies, des terres cultivées et des parties boisées composent un territoire romantique. Un réseau d'allées en étoile dessert le parc. De nombreuses essences d'arbres s'y retrouvent ainsi qu'un gibier abondant.